# Forcipomyia puteus
Forcipomyia puteus är en tvåvingeart som beskrevs av Debenham 1983. Forcipomyia puteus ingår i släktet Forcipomyia och familjen svidknott. Inga underarter finns listade i Catalogue of Life.